# Laura Haddock
Laura Jane Haddock (Enfield, 21 agosto 1985) è un'attrice britannica.

## Biografia
Cresce ad Harpenden, Hertfordshire, lascia gli studi all'età di 17 anni e si trasferisce a Londra per studiare teatro.
È nota soprattutto per aver interpretato Lucrezia Donati nella serie televisiva Da Vinci's Demons.
Il 30 luglio 2013 sposa l'attore Sam Claflin. La coppia ha due figli, Pip, nato il 10 dicembre 2015, e una bambina nata nel gennaio 2018. I due hanno annunciato la separazione nell'agosto 2019.

## Filmografia

### Cinema
- Captain America - Il primo Vendicatore (Captain America: The First Avenger), regia di Joe Johnston (2011)
- Finalmente maggiorenni (The Inbetweeners Movie), regia di Ben Palmer (2011)
- Storage 24, regia di Johannes Roberts (2012)
- Guardiani della Galassia (Guardians of the Galaxy), regia di James Gunn (2014)
- A Wonderful Christmas Time, regia di Jamie Adams (2014)
- SuperBob, regia di Jon Drever (2015)
- Guardiani della Galassia Vol. 2 (Guardians of the Galaxy Vol. 2), regia di James Gunn (2017)
- Transformers - L'ultimo cavaliere (Transformers: The Last Knight), regia di Michael Bay (2017)
- The Laureate, regia di William Nunez (2021)
- Downton Abbey II - Una nuova era (Downton Abbey II: A New Era), regia di Simon Curtis (2022)
- Hill of Vision, regia di Roberto Faenza (2022)

### Televisione
- My Family – serie TV, 1 episodio (2007)
- Comedy Showcase – serie TV, 1 episodio (2007)
- Miss Marple (Agatha Christie's Marple) – serie TV, episodio 4x01 (2008)
- Honest – serie TV, 6 episodi (2007)
- The Palace – serie TV, 2 episodi (2008)
- The Colour of Magic – film TV (2008)
- Monday Monday – serie TV, 7 episodi (2009)
- How Not to Live Your Life – serie TV, 14 episodi (2009-2011)
- Strike Back: Project Dawn – serie TV, 2 episodi (2011)
- Rage of the Yeti – film TV (2011)
- Upstairs Downstairs – serie TV, 6 episodi (2012)
- Missing – serie TV, 2 episodi (2012)
- Dancing on the Edge – serie TV, 2 episodi (2013)
- Da Vinci's Demons – serie TV, 26 episodi (2013-2015)
- Ripper Street – serie TV, 1 episodio (2014)
- Luther – serie TV, 2 episodi (2015)
- The Musketeers – serie TV, 1 episodio (2016)
- The Level – serie TV, 6 episodi (2016)
- The Capture – serie TV, 6 episodi (2019)
- White Lines – serie TV, 10 episodi (2020)
- The Recruit - serie TV, 8 episodi (2022)

### Cortometraggi
- House Cocktail, regia di James Kibbey (2012)
- Electric cinema: Howto behave, regia di Marcel Grant (2012)
- Hardwire, regia di Rankin (2013)
- Goldfish, regia di Arjun Rose (2013)
- For Life, regia di William Bridges (2013)
- Black Swan Theory, regia di Arjun Rose (2018)

## Riconoscimenti
- Central Ohio Film Critics Association
  - 2015 – Candidatura al miglior cast per Guardiani della Galassia
- Critics Choice Television Awards
  - 2016 – Candidatura alla miglior attrice non protagonista in un film per la TV o in una serie per Luther
- Detroit Film Critics Society
  - 2014 – Miglior cast per Guardiani della Galassia
- Empire Awards
  - 2012 – Miglior attrice rivelazione per Finalmente maggiorenni
- Nevada Film Critics Society
  - 2014 – Miglior cast per Guardiani della Galassia
- Phoenix Film Critics Society Awards
  - 2014 – Candidatura al miglior cast per Guardiani della Galassia
- Razzie Awards
  - 2018 – Candidatura alla peggiore attrice non protagonista per Transformers – L'ultimo cavaliere

## Doppiatrici italiane
Nelle versioni in italiano delle opere in cui ha recitato, Laura Haddock è stata doppiata da:
- Stella Musy in Finalmente maggiorenni, Da Vinci's Demons
- Daniela Calò in Guardiani della Galassia, Guardiani della Galassia Vol. 2
- Gaia Bolognesi in Transformers - L'ultimo cavaliere, The Recruit
- Francesca Manicone in White Lines
- Eleonora De Angelis in Downton Abbey II - Una nuova era
- Chiara Colizzi in Hill of Vision - L'incredibile storia di Mario Capecchi